# Argentiera

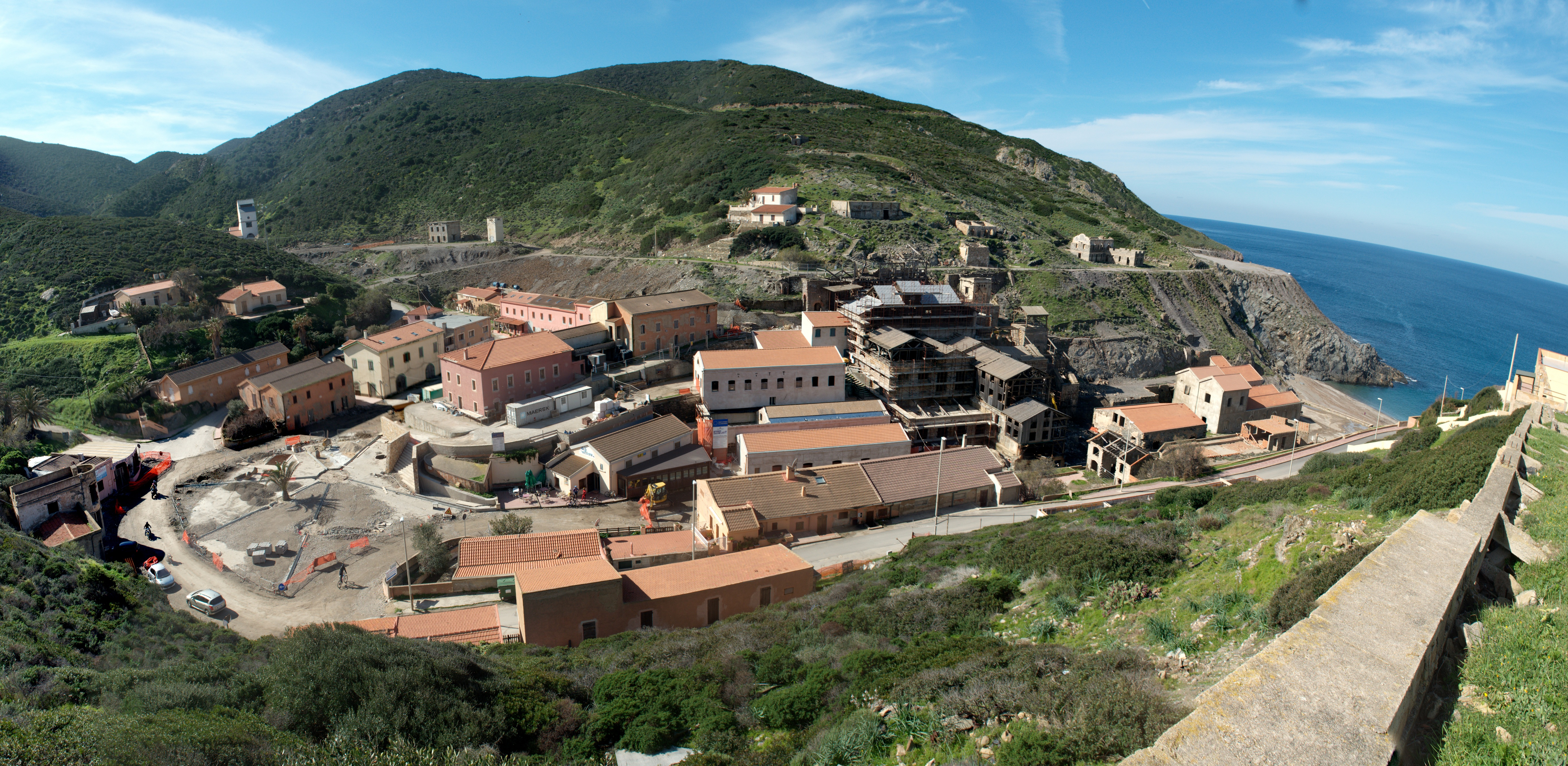
Argentiera.

L'Argentiera est le nom d'une frazione située sur le littoral de la commune de Sassari au nord-ouest de la Sardaigne.
Le toponyme dérive des anciens gisements argentifères de la zone.

## Histoire
La mine est exploitée par les Romains et les Phéniciens. L'exploitation est rouverte au XIXe siècle par une société minière belge, appelée Società di Corr'e boi. L'écrivain Honoré de Balzac s'y intéresse aussi en 1838. Le site connaît une période florissante vers 1940 puis décline après la Seconde Guerre mondiale. La mine est fermée en 1963, et aujourd'hui, elle fait partie d'un programme de rénovation et de sauvegarde et y subsistent les vestiges de la laverie avec ses charpentes de bois et les fours destinés à la fonte des minerais formant un des plus intéressants exemples d'archéologie industrielle en Sardaigne.
Il est aussi l'un des endroits considérés comme un sanctuaire pour ses activités naturalistiques et surtout pour les randonnées à cheval.

## Classement
La mine de l'Argentiera fait partie du parc géominier historique et paysagistique de la Sardaigne, et depuis 2007, elle est insérée, ainsi que sept autres zones géologiques de l'île, dans le réseau mondial des Géoparcs selon un programme établi, en 1998, par l'UNESCO.

## Anecdotes
En raison du caractère particulier de son paysage maritime de nombreuses scènes d'œuvres cinématographiques y sont réalisées telles celles des films « Boom », en 1968, de Joseph Losey avec Elizabeth Taylor et Richard Burton, et « Pipicacadodo » de Marco Ferreri avec comme acteurs principaux Roberto Benigni et Dominique Laffin, sorti en 1980.

## Illustrations

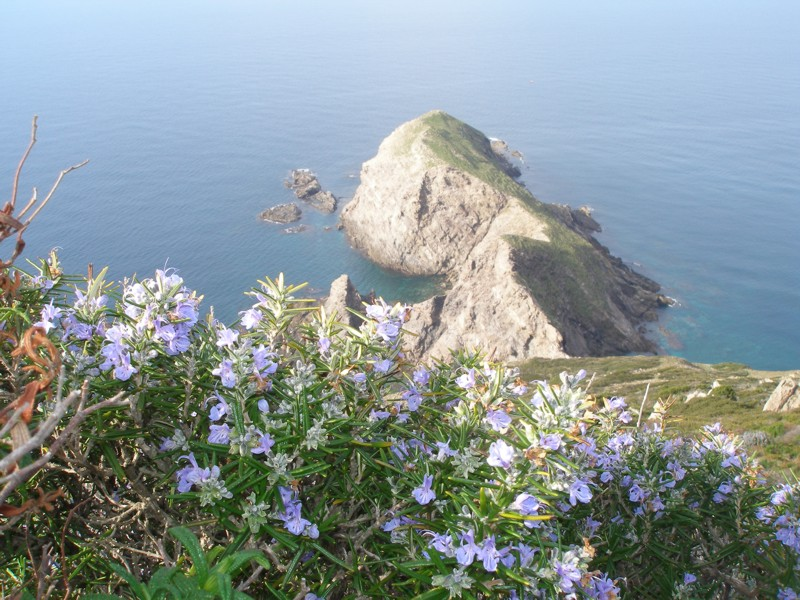
Cap Argentiera (it).
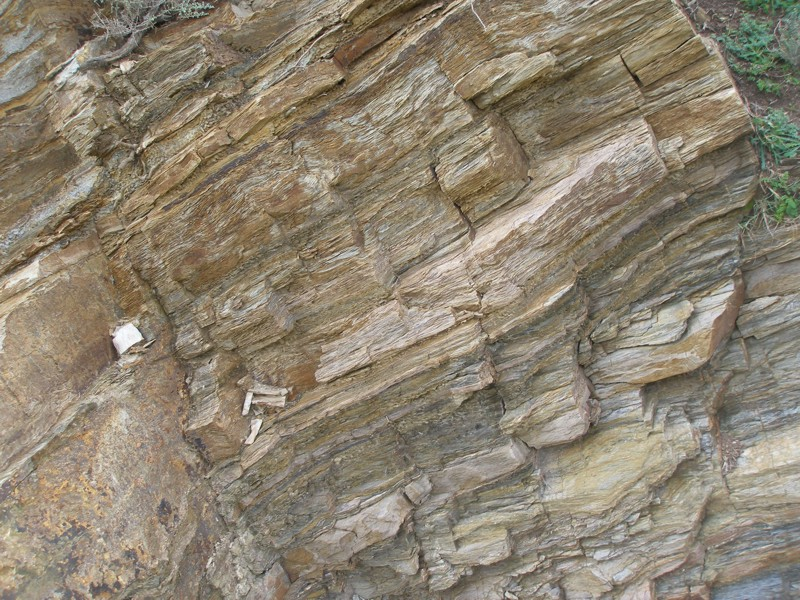
Roche typique de la zone.
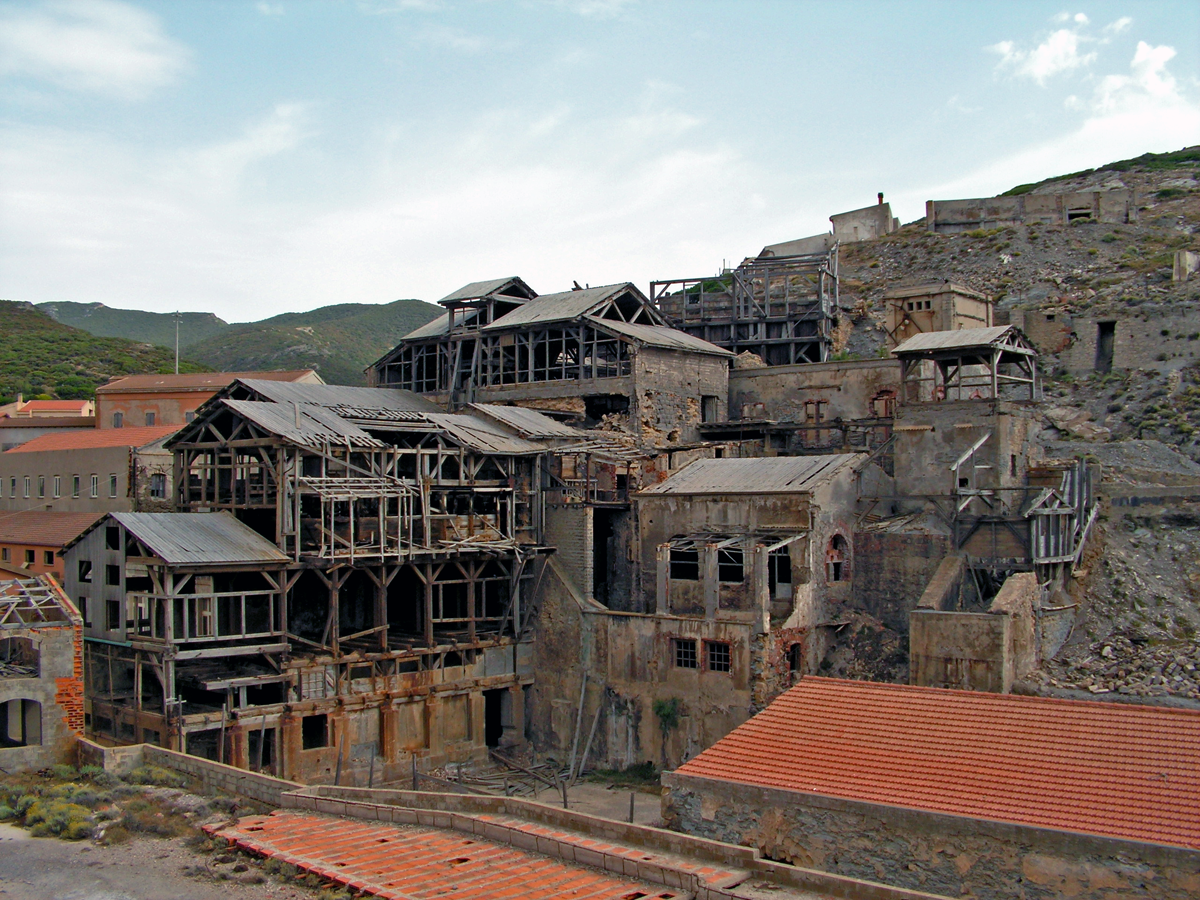
Vestiges de l'ancienne laverie.
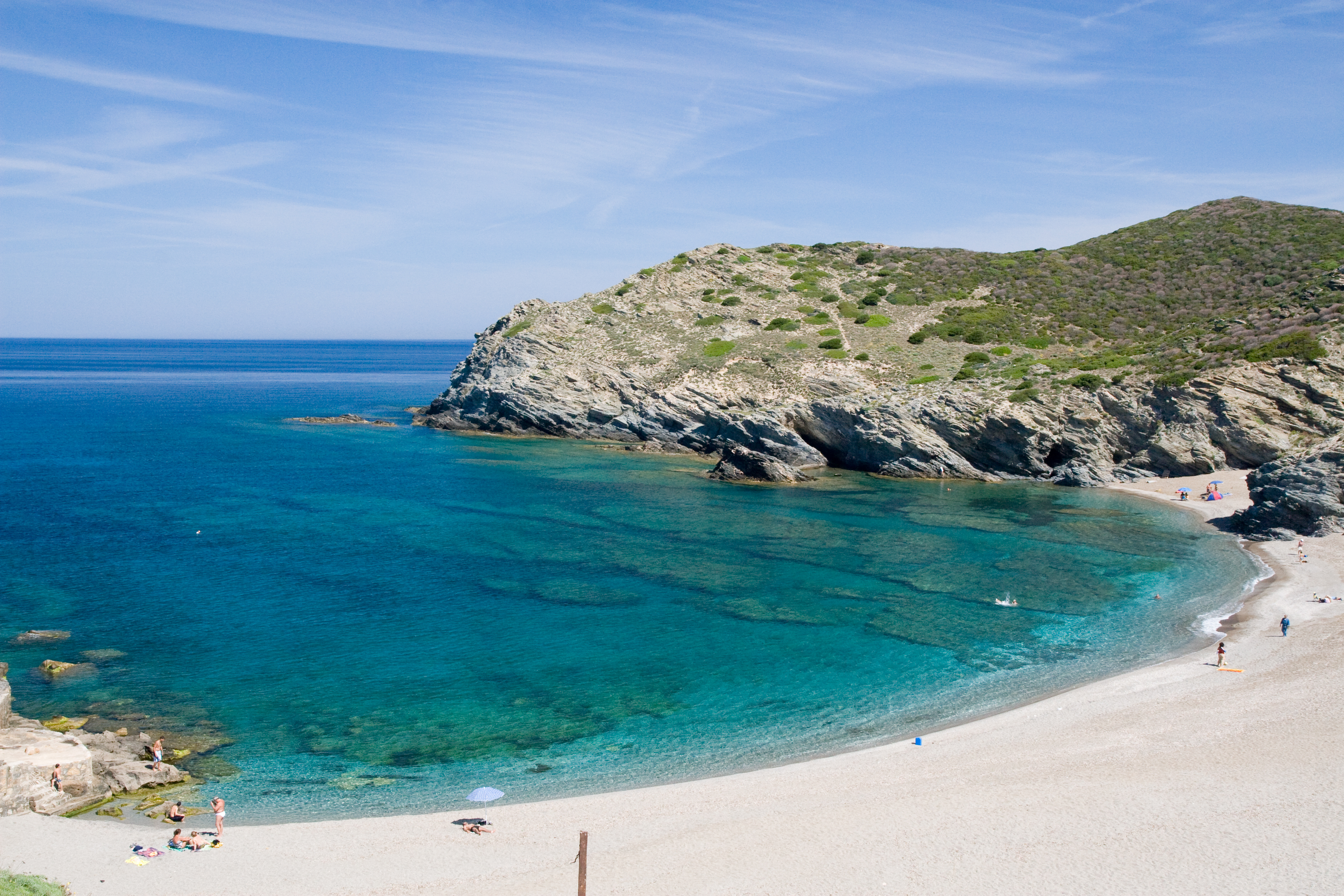
Plage d'Argentiara